# Поче
Поче (словен. Poče) — селище на пагорбах на північ від Церкно, Регіон Горішка, Словенія. Висота над рівнем моря: 652.6 м. 